# Yo-kai Watch Shadowside: El retorno del Rey Oni
Yo-kai Watch Shadowside: The Return of the Oni King (映画 妖怪ウォッチ シャドウサイド 鬼王の復活 Eiga Yōkai Wotchi Shadousaido Onio no Fukkatsu?) es una película de animación japonesa que es parte de la franquicia de Yo-Kai Watch. Fue lanzada el 16 de diciembre de 2017 en Japón.

## Trama
Trata sobre un niño que pudo controlar a los Yo-kai usando un reloj misterioso, manteniendo la relación entre las dos razas. Su papel no duró mucho, ya que no puede ver a Yo-kai cuando crezca, y el reloj del que fue dueño se rasgó en el espacio y el tiempo. 
Treinta años después, la vida cotidiana se reanudó y todo el mundo se mantuvo en paz, hasta que un extraño cometa se acerca a la Tierra. Un virus epidémico Yo-kai conocido como Onimaro comenzó a afectar las intenciones malévolas de las personas y se extendió indefinidamente, causando caos en toda la ciudad. Con el final cerca, solo el elegido por el nuevo Yo-kai Watch puede enfrentarse a la amenaza venidera y salvaría tanto a Yo-Kai como a los humanos de una destrucción segura.

## Producción
La película fue revelada por primera vez en la edición de julio de la revista Shogakukan‘s Coro Comic, que detalla brevemente el próximo estreno y las nuevas formas de Lightside y Shadowside que tomará el Yo-Kai dentro de la película. La trama, los personajes y el personal que elaboró la película se revelaron en el sitio web oficial del filme.  
Akihiro Hino mencionó que la trama es una “comedia de terror completamente nueva” y que será más aterradora y divertida en comparación con las películas anteriores. Además de los elementos, los personajes que se revelan en la película tendrán historias más oscuras y cada Yo-Kai debutando en la película tiene sus propias formas Lightside y Shadowside.  
Level-5 anunció más tarde en septiembre un crossover con la serie de manga GeGeGe no Kitarō, donde participará el veterano actor de voz Masako Nozawa repitiendo su papel como Kitaro. 

## Reparto
| Personaje | Actor de voz (Japón) |
| --------- | -------------------- |
| Touma     | Yudai Chiba          |
| Natsume   | Mone Kamishiraishi   |
| Akinori   | Mutsumi Tamura       |
| Jibanyan  | Takaya Kuroda        |